# Alchemilla scaettae
Alchemilla scaettae é uma espécie de rosácea do gênero Alchemilla, pertencente à família Rosaceae.